# Alexander Campos
Juan Alexander Campos Hernández (né le 8 mai 1980 à La Morita au Salvador) est un joueur de football international salvadorien, qui évolue au poste d'attaquant.

## Biographie

### Carrière en sélection
Avec l'équipe du Salvador, il joue 22 matchs (pour aucun but inscrit) entre 2003 et 2007. 
Il figure dans le groupe des sélectionnés lors des Gold Cup de 2003 et de 2007. Il atteint les quarts de finale de cette compétition en 2003.
Il joue également un match face aux Bermudes comptant pour les tours préliminaires de la coupe du monde 2006.

## Palmarès
CD Águila
- Championnat du Salvador (1) :
  - Champion : 2006 (Clôture).
  - Vice-champion : 2003 (Ouverture).